# سارة ريتشموند
سارة ريتشموند (بالإنجليزية: Sarah Richmond)‏ هي مديرة أكاديمية أمريكية، ولدت في 1843 في بالتيمور في الولايات المتحدة، وتوفيت في 1921.